# Goniothalamus dolichocarpus
Goniothalamus dolichocarpus är en kirimojaväxtart som beskrevs av Elmer Drew Merrill. Goniothalamus dolichocarpus ingår i släktet Goniothalamus och familjen kirimojaväxter. Inga underarter finns listade i Catalogue of Life.